# Fussballclub Red Star
Il Fussballclub Red Star (noto in italiano come FC Red Star Zurigo) è una società calcistica svizzera della città di Zurigo. La sua fondazione risale al 1º marzo 1905. Milita nella Seconda Lega interregionale, la quinta serie del campionato svizzero di calcio.

## Cronistoria
- 1905 - 1925: ?
- 1926 - 1927: Divisione Nazionale B
- 1928 - 1943: ?
- 1944 - 1946: Prima Lega
- 1946 - 1947: Divisione Nazionale B
- 1947 - 1979: Prima Lega
- 1979 - 1981: Seconda Lega
- 1981 - 1983: Prima Lega
- 1983 - 1984: Divisione Nazionale B
- 1984 - 1985: Prima Lega
- 1986 - 2002: Prima Lega
- 2002 - 2003: Seconda Lega
- 2003 - 2009: Prima Lega
- 2009 - Seconda Lega

(Legenda: Divisione Nazionale A = 1º livello / Divisione Nazionale B = 2º livello / Prima Lega = 3º livello / Seconda Lega = 4º livello / Terza Lega = 5º livello / Quarta Lega = 6º livello / Quinta Lega = 7º livello / Sesta Lega = 8º livello)

## Stadio
Il Fussballclub Red Star gioca le partite casalinghe allo stadio Sportanlage Allmend Brunau. La capacità complessiva è di 2.030 posti, di cui 30 a sedere e 2.000 in piedi.

## Palmarès

### Competizioni nazionali
- Prima Lega: 1

1948-1949
- 1ª Lega: 1

2006-2007
- Seconda Lega interregionale: 1

2015-2016 (gruppo 5)